# Alon Sapir
Alon Sapir (in ebraico אלון ספיר‎?; Holon, 26 marzo 1994) è un cestista israeliano.